# Crvena Jabuka, Ub
Crvena Jabuka (izvirno srbsko Црвена Јабука) je naselje v Srbiji, ki upravno spada pod Občino Ub; slednja pa je del Kolubarskega upravnega okraja.

## Demografija
V naselju, katerega izvirno (srbsko-cirilično) ime je Црвена Јабука, živi 520 polnoletnih prebivalcev, pri čemer je njihova povprečna starost 42,9 let (41,2 pri moških in 44,5 pri ženskah). Naselje ima 197 gospodinjstev, pri čemer je povprečno število članov na gospodinjstvo 3,20.
To naselje je, glede na rezultate popisa iz leta 2002, večinoma srbsko, a v času zadnjih treh popisov je opazno zmanjšanje števila prebivalcev.
|  |

| Demografija | Demografija     | Demografija     |
| Leto        | Št. prebivalcev | Št. prebivalcev |
| ----------- | --------------- | --------------- |
|             |                 |                 |
|             |                 |                 |
|             |                 |                 |
|             |                 |                 |
| 1948        | 772             |                 |
| 1953        | 766             |                 |
| 1961        | 752             |                 |
| 1971        | 779             |                 |
| 1981        | 763             |                 |
| 1991        | 684             | 638             |
| 2002        | 680             | 631             |
|             |                 |                 |

| Etnična sestava po popisu iz leta 2002 | Etnična sestava po popisu iz leta 2002 | Etnična sestava po popisu iz leta 2002 | Etnična sestava po popisu iz leta 2002 | Etnična sestava po popisu iz leta 2002 |
| -------------------------------------- | -------------------------------------- | -------------------------------------- | -------------------------------------- | -------------------------------------- |
| Srbi                                   | Srbi                                   |                                        | 625                                    | 99,04%                                 |
| Črnogorci                              | Črnogorci                              |                                        | 3                                      | 0,47%                                  |
| Madžari                                | Madžari                                |                                        | 2                                      | 0,31%                                  |
| Neznano                                | Neznano                                |                                        | 1                                      | 0,15%                                  |